# 梅津村 (新潟県)
梅津村（うめづむら）は、かつて新潟県佐渡郡にあった村。

## 地理
- 島嶼：佐渡島

## 沿革
- 1889年（明治22年）4月1日 - 町村制施行に伴い加茂郡梅津村が村制施行し、梅津村が発足。
- 1896年（明治29年）4月1日 - 郡の統合により佐渡郡に所属[1]。
- 1901年（明治34年）11月1日 - 佐渡郡加茂歌代村（一部）、羽吉村、内浦村と合併し、加茂村となり消滅。

## 村長
- 市橋藤蔵